# Засвистали козаченьки
«Засвиста́ли козаче́ньки», «За́світ вста́ли козаче́ньки» — українська народна пісня, авторство якої приписують напівлегендарній піснярці з Полтави Марусі Чурай. У ній говориться про те, що козак, вірний своєму обов'язку, вирушає в дорогу — захищати рідну землю. Він змушений покинути матір, кохану дівчину. І просить свою неньку, коли з ним щось трапиться, прийняти його дівчину Марусю як за свою дитину. Пісня побудована у формі діалогу. Є традиційні для народної пісні звертання, зменшувально-пестливі слова, постійні епітети.

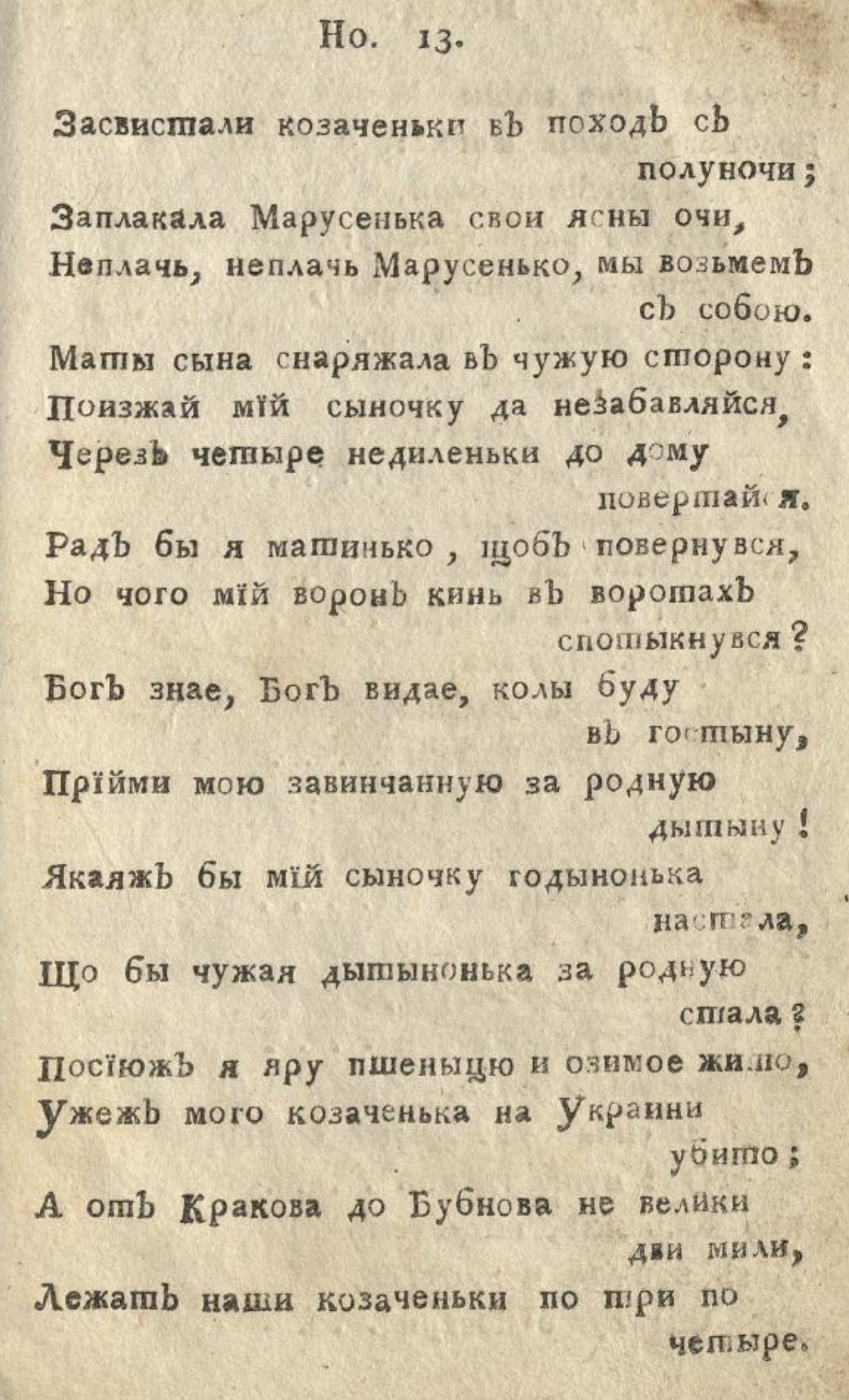
Українська народна пісня «Засвистали козаченьки», 1790 р.

Відомо багато варіацій. Іноді виконується повільно з виразним ліричним забарвленням, іноді — швидко, у маршово-похідному темпі.

## Використання пісні у літературі та музиці

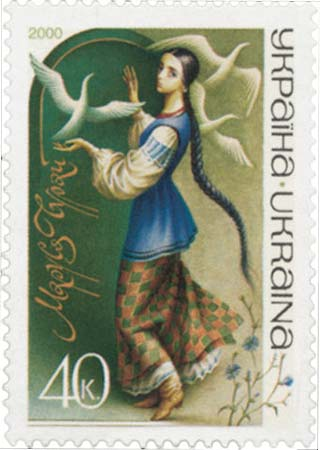
Маруся Чурай на українській марці

Першу відому публікацію пісні з назвою «Засвистали козаченьки» було видано в Санкт-Петербурзі в 1790 р. у збірці пісень «Молодчикъ съ молодкою на гуляньѣ съ пѣсельниками» в розділі «Пѣсни малороссійския», у 1799 р. — в збірці пісень Семена Комісарова «Самой новейший отборнейший московской и санктпетербургской песельник» у розділі «Пѣсни малороссійския». У 1834 р. була видана в збірці Михайла Максимовича «Украинскія народныя пѣсни». Невдовзі стала відома широкому загалу завдяки Якову Кухаренку котрий 1836-го року включив її до п'єси «Чорноморський побит на Кубані». Згодом композитор Микола Лисенко, написавши до неї музику, ввів пісню до своєї опери «Чорноморці» (1872). Була популярна та входила до маршових збірників частин Київського та Одеського військових округів РІА. У 1937 р. її використали композитори Левко Ревуцький та Борис Лятошинський, здійснюючи нову музичну редакцію опери М. Лисенка «Тарас Бульба». 1938-го С.Чернецький використав мотив цієї мелодії при написанні «Українського маршу» № 3.
В. Чемерис написав історичну повість «Засвіт встали козаченьки…» (1991), вважаючи, що ця пісня — одна із «найславетніших» пісень Марусі Чураївни, адже її «мине лише небагато часу, підхопить і заспіває вся Україна — від сходу до заходу, від півдня до півночі». У творі використано понад 16 уривків з різноманітних пісень Марусі, пояснюється, як і за яких обставин ці пісні з'являлися.

### Перший звукозапис
З даними П. Н. Грюнберга і В. Л. Яніна, пісня «Засвистали козаченьки» вперше була записана студією «Gramophone Company» у 1899 році. У каталозі виробника запис згадується під номером 11049, виконавцем вказано Хор Медведевої

## Варіанти тексту пісні (уривки)
Перший рядок пісні має різночитання. Варіант «Засвистали козаченьки» використовували український етнограф Михайло Максимович, поет Степан Руданський, композитор Микола Лисенко; «Засвіт встали козаченьки» обстоювали радянські музикознавці Лідія Архимович, Микола Гордійчук, Леонід Кауфман. Зустрічається й варіант «За світ встали козаченьки».
| Засвистали козаченьки В похід з полуночі, Заплакала Марусенька Свої ясні очі.(2) Не плач, не плач, Марусенько, Не плач, не журися, Та й за свого миленького Богу помолися!(2) Зійшов місяць над водою, А сонця немає. Мати сина в доріженьку Слізно проводжає: «Іди, іди, мій синочку, Іди, не барися, За чотири неділеньки Додому вернися!»(2) «Ой рад би я, стара мати, Ще й раніш вернуться, Та щось кінь мій вороненький В воротях спіткнувся.»(2) (Приспів — Перший куплет) | Засвіт встали козаченьки В похід з полуночі, Заплакала Марусенька Свої ясні очі. (…) — Яка ж бо то, мій синочку, Година настала, Щоб чужая дитиночка За рідную стала? Засвіт встали козаченьки В похід з полуночі, Заплакала Марусенька Свої ясні очі… | Засвистали козаченьки В похід з полуночі, Виплакала Марусенька Свої ясні очі. (…) — Ой рада б я Марусеньку За рідну прийняти, Та чи ж буде вона, сину, Мене шанувати? — Ой не плачте, не журітесь, В тугу не вдавайтесь: Заграв кінь мій вороненький — Назад сподівайтесь! |